# Andreas Maislinger
Andreas Maislinger (ur. 26 lutego 1955 w St. Georgen koło Salzburga) – austriacki historyk i politolog. W 1992 stworzył organizację „Austriacka Służba Pamięci”.

## Życiorys
Andreas Maislinger studiował Prawo i Politologię w Salzburgu, w Wiedniu, oraz we Frankfurcie, Berlinie i Innsbrucku. W 1980 ukończył studia w Wiedniu pracą doktorską o problemach austriackiej obrony państwowej. Następnie pracował w organizacji „Aktion Sühnezeichen Friedensdienste” (ASF) w Polsce i odbył swoją obowiązkową służbę cywilną w Wiedniu w organizacji „Internationaler Versöhnungsbund”. Od 1982 do 1991 pracował między innymi na Uniwersytecie w Innsbrucku w Nowym Orleanie, w Berlinie, w Linzu i w Jerozolimie.
W 1992 stworzył wraz z Andreasem Hörtnaglem organizację „Austriacka Służba Pamięci”, z której wywiodła się organizacja „Stowarzyszenie Służby za Granicą” (1998). Od 2003 Maislinger organizuje „Georg Rendl Symposion” dla upamiętnienia austriackiego malarza i autora Georga Rendlera. W 2005 Heinz Fischer, Prezydent Austrii, wręczył mu srebrną odznakę za zasługi dla Austrii. Andreas Maislinger został także laureatem medalu za zasługi dla Tyrolu. Od 2006 Maislinger organizuje co dwa lata „Ignaz-Glaser-Symposion” w Bürmoos koło Salzburga, na którym odbywają się debaty na temat integracji. Andreas Maislinger ufundował (2006) Austrian Holocaust Memorial Award, wręczany corocznie osobie, która wyróżniła się pielęgnowaniem pamięci o Shoah. 29 września 2007 w Braunau am Inn przyznano po raz pierwszy nagrodę „Egon Ranshofen-Wertheimer Preis”, inicjatorem której był Andreas Maislinger. Pod jego kierownictwem naukowym odbywają się Dni Historii Współczesnej w Braunau. 2 października 2012 został odznaczony Orderem Narodowym Zasługi przez prezydenta Francji Nicolasa Sarkozy'ego w ambasadzie Francji w Wiedniu.